# 그웬 리

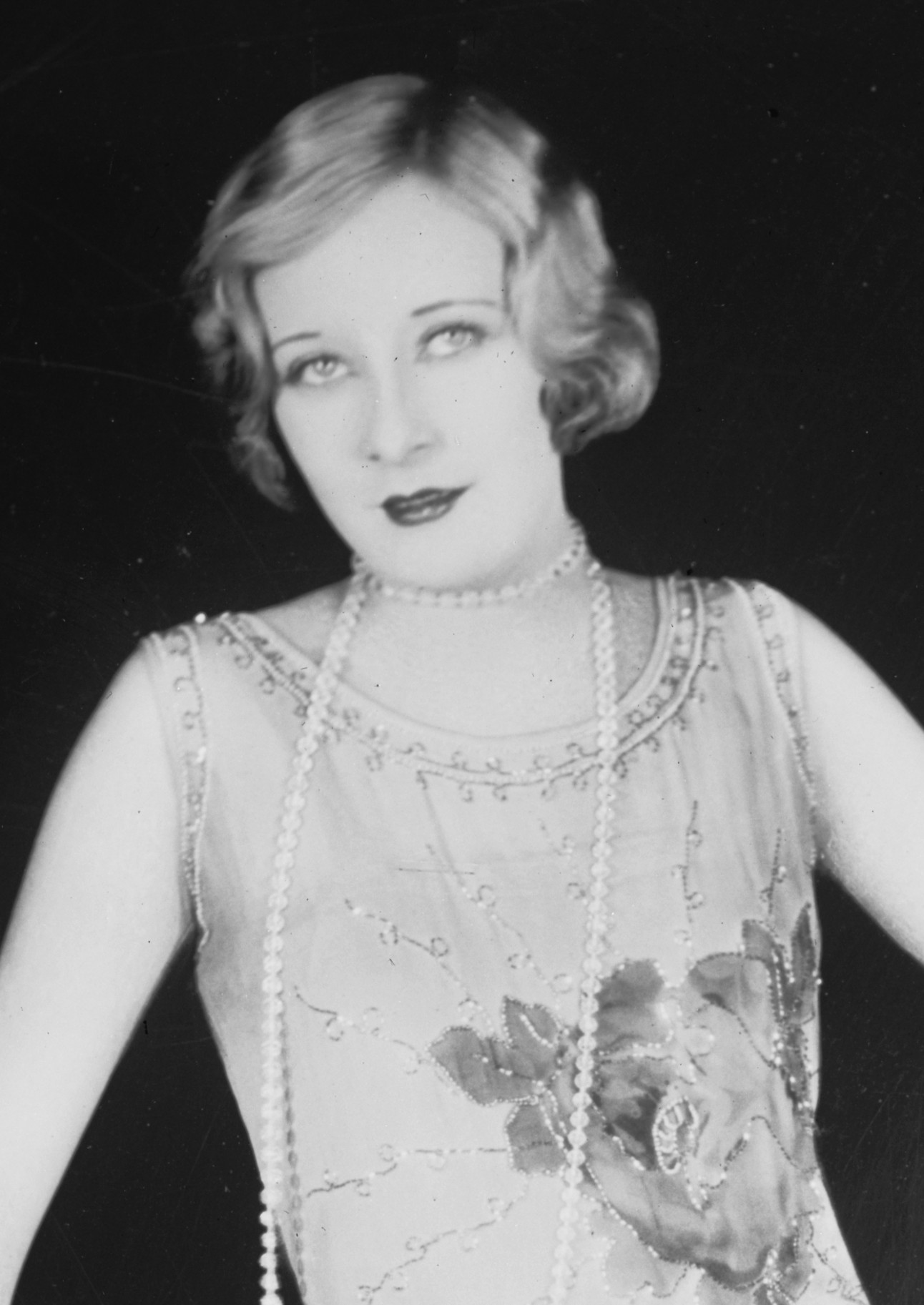

그웬 리(Gwen Lee, 1904년 11월 12일~1961년 8월 20일)는 미국의 배우, 모델, 연극 배우, 영화배우이다.
헤이스팅스에서 태어났으며 리노에서 사망하였다. 사인은 자궁암이다.

## 영화
- 미드나잇 모랄스(1932년)
- 앨리어스 메리 스미스(1932년)
- 인스퍼레이션(1931년)
- 체이싱 레인보우(1930년)
- 언테임드(1929년)